# Deus É o Teu Juiz
Deus É O Teu Juiz é o décimo quarto álbum de estúdio da cantora Célia Sakamoto, produzido por Moisés Cleyton e Gesiel. O álbum traz doze faixas, dez inéditas e duas regravações, entre elas a faixa "Depois do mar", composição de Eduardo Schenatto, gravada também por Lauriete em 2014.

## Historia
Estava programado para ser lançado em 2014-2015, mas devido a problemas pessoais e financeiros, o lançamento atrasou. Já havia repertório formado, com obras de muitos outros compositores, como Leandro Borges, Gislaine e Mylena e entre outros, mas foram gravadas por outros cantores por causa do atraso. O título seria inicialmente "O Rei e a Princesa", que é composição de Célia Sakamoto, e está presente no álbum. Foi feito um ensaio fotográfico para "O Rei e a Princesa", mas foi descartado. Foi também feito outro ensaio para o lançamento do single "Deus é o teu Juiz", feito por Lessandry Narvaez, no Castelo de Chillon (Lago de Genebra, Suíça). A musica "Depois do Mar" foi enviada para Célia em 2014 por Eduardo Schenatto, mas devido ao atraso Lauriete gravou primeiro.

## Faixas
| nº | Faixa                   | Compositor        | Duração |
| -- | ----------------------- | ----------------- | ------- |
| 1  | Deus é o teu juiz       | Moisés Cleyton    | 4:04    |
| 2  | Samuel                  | Moisés Cleyton    | 4:15    |
| 3  | O Rei e a princesa      | Célia Sakamoto    | 4:11    |
| 4  | Ester                   | Moisés Cleyton    | 4:59    |
| 5  | Novo amanhecer          | Moisés Cleyton    | 5:01    |
| 6  | Olhos espirituais       | Célia Sakamoto    | 4:09    |
| 7  | Desde o primeiro olhar  | Moisés Cleyton    | 3:02    |
| 8  | A Deus vou dando gloria | Denner de Souza   | 3:54    |
| 9  | Deus te conhece         | Moisés Cleyton    | 5:12    |
| 10 | O banquete              | Vanilda Bordieri  | 4:19    |
| 11 | Depois do mar           | Eduardo Schenatto | 5:34    |
| 12 | Tire as sandálias       | Moisés Cleyton    | 3:50    |